# لوک دنیلز
لوک دنیلز (انگلیسی: Luke Daniels؛ زادهٔ ۵ ژانویهٔ ۱۹۸۸) یک بازیکن فوتبال اهل بریتانیا است.